# Waffenbesitzkarte
Die Waffenbesitzkarte (WBK) ist eine Erlaubnis, die in einer waffenrechtlichen Urkunde dokumentiert wird. Die WBK wird von einer Behörde ausgestellt und regelt unter anderem Besitz, Transport und Einfuhr von bestimmten Waffen und Munition.
Im deutschsprachigen Raum sind dies:
- Waffenbesitzkarte (Deutschland)
- Waffenbesitzkarte (Österreich)